# Vinröd grönduva
Vinröd grönduva (Treron fulvicollis) är en fågel i familjen duvor inom ordningen duvfåglar.

## Utseende och läte
Vinröd grönduva är en rätt liten (25–27 cm) duva med för grönduvor unikt skärorange huvud hos hanen. Mot bröstet övergår det i guldgrönt och på manteln mörkt rödlila. Honan är svårare att bestämma, men har karakteristisk kombination av en rödvit näbb, mörka ögon och ljuskantade vingpennor. Lätet består av en serie ljusa och visslande hoanden som ofta stiger och faller i tonhöjd.

## Utbredning och systematik
Vinröd grönduva delas in i fyra underarter med följande utbredning:
- Treron fulvicollis fulvicollis – förekommer på Malackahalvön, Sumatra och intilliggande öar
- Treron fulvicollis melopogenys – förekommer på Nias (utanför västra Sumatra)
- Treron fulvicollis oberholseri – förekommer på Natunaöarna (av nordvästra Borneo)
- Treron fulvicollis baramensis – förekommer på norra Borneo och angränsande öar utanför norra kusten

## Levnadssätt
Vinröd grönduva bebor kustnära skogar, som mangroveträsk, sumpskogar och intilligande buskmarker.

## Status och hot
Arten är ovanlig och tros minska relativt kraftigt till följd av omfattande skogsavverkningar. Eftersom den är en låglandsspecialist anses den vara särskilt känslig. Den utsätts även för lokal jakt. IUCN listar den därför som sårbar (VU).